# تایچی ساتو
تایچی ساتو (انگلیسی: Taichi Sato؛ زادهٔ ۲۳ اوت ۱۹۷۷) بازیکن فوتبال اهل ژاپن است.
از باشگاه‌هایی که در آن بازی کرده‌است می‌توان به باشگاه فوتبال اوراوا رد دیاموندز اشاره کرد.